# Сражение при Вафириаке
Сражение при Вафириаке (греч. Μάχη του Βαθέος Ρύακος) — последнее сражение войн Византийской империи с павликианами, произошедшее в 872 году.
После падения Тефрики, столицы павликиан, руководителю павликиан Хрисохиру с остатками войска удалось бежать на восток и, войдя в Харсианскую фему, остановиться в Агранах. Доместик схол Христофор, зять императора Василия, преследовал павликиан и с основными силами дошел до места Сиворон. 
Стратиги фем Армениакона и Харсиана получили от доместика приказ, взяв несколько подчиненных им начальников, несколько хороших всадников и провианта на двенадцать дней, преследовать Хрисохира до укрепленного пункта Вафириака, лежащего на северо-запад от Севастии (совр. Сивас). 
Вечером Хрисохир расположился лагерем на равнине, в то время как византийцы остановились на крутой, поросшей густым лесом горе, в местности, называвшейся Зоголоин. Пользуясь господствующим в войске воодушевлением, византийские начальники решили немедленно произвести нападение. Они выбрали 1200 человек и, приказав остальным оставаться в палатках и только в случае крайней необходимости выступить к атакующим на помощь, ночью направились к лагерю павликиан. 
Еще до рассвета ромеи с криком «σταυρός νενίκηκεν» (крест победы) напали на лагерь Хрисохира. Павликиане, не ожидавшие нападения, даже не сообразив, с каким малочисленным отрядом византийскаго войска они имеют дело, в панике бросилось бежать. 
Византийцы преследовали их от Вафириака на расстояние тридцати миль к востоку до так называемой горы Константина около Севастии. Во время преследования Хрисохир был сбит с лошади и пленён. Византийские начальники отрубили ему голову и послали ее в виде подарка императору Василию, который в это время находился в местности Петрион.
Победа ознаменовала конец павликиан и позволила расширить границы Византийской империи до верхнего Евфрата.